# María Jesús Montero Cuadrado
María Jesús Montero Cuadrado (Sevilla, 4 februari 1966) is een Spaanse arts en politica. Ze is sinds juni 2018 minister van financiën in de regeringen Sánchez I en Sánchez II, tijdens de twaalfde, dertiende en veertiende legislatuurperiodes. Sinds de aanvang van de veertiende legislatuur is ze eveneens woordvoerster van de regering. 

## Levensloop
Montero is dochter van twee onderwijzers en groeit op in de wijk Triana van Sevilla. Ze heeft affiniteit met de Joventud Comunista, de jeugdbeweging van de Communistische Partij, maar is actief in de christelijke jeugdbeweging. Ze heeft geneeskunde gestudeerd aan de Universiteit van Sevilla. Tussen 1995 en 1998 is ze onderdirecteur van de medische dienst van het universitair ziekenhuis Virgen de Valma en daarna in dezelfde functie van het universitair ziekenhuis Virgen de Rocío beide in Sevilla. Van de laatste wordt ze uiteindelijk algemeen directeur.

### Regionaal minister in Andalusië
In 2002 gaat Montero de regionale Andalusische politiek in, waar ze al in 2004 regionaal minister van gezondheid wordt (consejera de salud). In 2012 komt daar de portefeuille van welzijn bij. Op deze post lukt het haar een aantal complexe wetten door te voeren, waaronder de opname in het ziekenfonds van de second opinion, genetische counceling en een euthanasiewet.  
Vanaf 2008 zit ze ook in het regionale parlement voor de Andalusische tak van de socialistische partij PSOE, voor het kiesdistrict Sevilla. In 2012 en 2015 wordt ze in dat district herkozen voor het regionale parlement. 
Van 2013 tot 2018 is ze regionaal minister van financiën en de ambtelijke organisatie. In die functie krijgt ze vijf begrotingen goedgekeurd zonder over een parlementaire meerderheid te beschikken.